# Bur-Sîn
Bur-Sîn est le septième roi de la Ire dynastie d'Isin. Il est devenu roi vers 1895 av. J-C et meurt vers 1874. Son prédécesseur est Ur-Ninurta (vers 1923-1896) et son successeur est Lipit-Enlil (vers 1873-1869).
Son règne voit la poursuite de la guerre entre Isin et Larsa. Bur-Sîn parvient à redresser la situation de son royaume lors de ses premières années en reprenant Our perdue en 1925 av. J-C. Cependant, il ne peut enrayer les avancées de Larsa vers le nord contre Kissura et Kiš.
Il est l'un des rares souverains de la dynastie dont une statuette ait été retrouvée. Il s'agit d'une représentation assise du roi qui arbore probablement une tenue militaire.